# الشاذلي الخلادي
الشاذلي الخلادي هو الشاذلي بن مصطفى الخلادي (10 مايو 1901-1990). عميد المحامين التونسيين وأحد الوطنيين والصحفيين باللسان الفرنسي خلال العهد الاستعماري.

## تكوينه
ولد بتونس العاصمة في وسط اجتماعي متواضع إذ كان والده أمين البناء. ومع ذلك فقد التحق بالمدرسة الصادقية حيث تلقى تعليمه الابتدائي والثانوي. وكان من بين زملائه بنفس المدرسة الحبيب بورقيبة والطاهر صفر والبحري قيقة.
التحق بعد ذلك بالوظيفة العمومية إذ انتدب مترجما في إدارة العدلية. غير أنه استقال أو أنه أطرد من عمله سنة 1926 نتيجة عدم أدائه التحية لموظف فرنسي. فاتجه إلى فرنسا لمواصلة تعليمه العالي. وبما أنه لم يكن محرزا على شهادة الباكالوريا، فقد انخرط في معهد اللغات الشرقية بباريس، وأحرز على شهادة مكنته من التسجيل بكلية الحقوق بالسربون. ولم يعد إلى تونس إلا سنة 1935.

## نضاله الوطني
انخرط الشاذلي الخلادي منذ سنة 1920 في الحزب الحر الدستوري التونسي. وخلال فترة دراسته بفرنسا مثل الحزب في باريس، خلفا للشاذلي خير الله الذي أطرد من فرنسا سنة 1928. وقد ربط علاقات مع قادة الأحزاب وعدد من البرلمانيين الفرنسيين. كما أنه كان أحد مؤسسي جمعية طلبة شمال أفريقيا المسلمين. وبعد عودته إلى تونس التحق بقيادة الحزب الدستوري القديم حيث أصبح عضو لجنته التنفيذية. وفي الأربعينات شارك في مؤتمر ليلة القدر (أوت 1946، وهو الذي حرر لائحة المؤتمر بالفرنسية. وفي نهاية الأربعينات استقال من الحزب.

## الصحافي
بدأ الشاذلي الخلادي نشاطه الصحفي سنة 1924 على صفحات جريدة «الليبرالي» (Libéral) التي أصدرها مع الشاذلي خير الله لتعبر عن لسان حال الحزب الحر الدستوري. كما كتب في كل الصحف القريبة من الحزب والناطقة بالفرنسية ومن أهمها «ليتندار تونيزيان» (L'étendard tunisien) أي الراية التونسية (الصادرة سنة 1929)، ولا فوا دي تونيزيان (La voix du Tunisien) أي صوت التونسي (الصادرة سنة 1930) ولا شارت تونيزيان (La Charte tunisienne) أي الميثاق التونسي (الصادرة سنة 1936) وغيرها... وكان يكتب تحت إمضاء عبد الحق. كما نشر بالكثير من الصحف الفرنسية عندما كان يتابع دراسته بفرنسا.

## المحامي
تمكن الشاذلي الخلادي بفضل إجازته في الحقوق، من اللحاق بسلك المحامين، وقد تم ترسيمه سنة 1940. ويرز في ميدان عمله حتى انتخب بعد الاستقلال مرتين عميدا للمحامين التونسيين. وفي سنة 1973 تهجم عليه الرئيس بورقيبة على خلفية مقال نشره الخلادي سنة 1938 تحت عنوان «المركب التائه» (Le bateau ivre)، وقد نقد فيه قيادة الحزب الدستوري الجديد.

## من مؤلفاته
صدر للشاذلي الخلادي كتابان هما:
- «تونس للموظفين» Abdelhac (alias Chadly Khalladi), La Tunisie aux fonctionnaires, Tunis 1932. وكان لهذا الكتاب صداه الكبير عند صدوره.
- «في زمن الاستعمار» Abdelhac, Au temps de la colonisation, I: des hommes et leurs comportements, MTE, Tunis 1989. وهو عبارة عن مجموعة مقالات صحفية كانت صدرت له بعدد من الصحف التونسية في عهد الحماية.